# Wolfgang Scheid
Wolfgang (Yogi) Scheid (* 23. August 1942 in Hattingen; † 31. Juli 2009 ebenda) war ein deutscher Fußballtorwart. Von 1969 bis 1973 absolvierte der Torhüter für Rot-Weiß Oberhausen 105 Spiele in der Fußball-Bundesliga.

## Karriere
Vom TuS Hattingen wechselte der Goalie 1963 zu Westfalia Herne in die Fußball-Regionalliga West. Er trat bei den Blau-Weißen vom Stadion am Schloss Strünkede die Nachfolge von Nationaltorhüter Hans Tilkowski an. Im ersten Jahr der zweitklassigen Regionalliga West, 1963/64, absolvierte der vormalige Amateur unter Trainer Hans Hipp 30 Ligaspiele. An der Seite der Mitspieler Jürgen Bandura, Hans Cieslarczyk, Gerhard Clement, Kurt Gehlisch, Jürgen Koch, Alfred Pyka, Hans Sondermann und Horst Wandolek erreichte der Torhüter mit der Westfalia den sechsten Rang. Es folgten noch drei Runden mit Herne, ehe er sich im Sommer 1967 nach insgesamt 127 Regionalligaeinsätzen von Herne verabschiedete und sich zur Saison 1967/68 dem Ligakonkurrenten Rot-Weiß Oberhausen anschloss. Dort trat er das Erbe der Torhüterlegende Helmut „Jimmy“ Traska an.
In der ersten Saison bei den „Kleeblättern“, 1967/68, wurde mit einem Punkt Rückstand zu Meister Bayer Leverkusen wie auch dem Vize Rot-Weiss Essen, der dritte Rang belegt. Im zweiten Jahr bei Oberhausen feierte Scheid an der Seite der Mitspieler Friedhelm Dick, Lothar Kobluhn, Dieter Hentschel, Franz Krauthausen, Hugo Dausmann und Dieter Brozulat vor RWE und dem VfL Bochum die Meisterschaft im Westen und zog damit in die BL-Aufstiegsrunde ein. Dort setzten sich die Schützlinge von Trainer Alfred Preißler gegen den Freiburger FC, SV Alsenborn, Hertha Zehlendorf und den VfB Lübeck durch und erreichten den Aufstieg in die Fußball-Bundesliga. Scheid hatte von 1967 bis 1969 für Oberhausen in der Regionalliga weitere 67 Pflichtspiele bestritten.
Der Einstand in der Bundesliga erfolgte mit einem 3:1-Heimerfolg am 16. August 1969 gegen Eintracht Frankfurt. Nach dem weiteren 3:1-Heimerfolg am 13. September – dem fünften Spieltag – führten Scheid und Kollegen mit 9:1 Punkten die Bundesligatabelle 1969/70 an. In der Abschlusstabelle der Bundesliga erreichte er mit seinem Verein Rot-Weiß Oberhausen im Jahr 1970 Platz 14, 1971 Platz 16 und 1972 Platz 15. Die Karriere des reaktionsschnellen und fangsicheren Keeper war begleitet von Verletzungspech und dadurch immer wieder bedingten Spielpausen.

## Karriereende
Ein Zusammenprall mit einem gegnerischen Spieler am 17. Februar 1973 – 22. Spieltag; Heimspiel unter Trainer Heinz Murach gegen Hertha BSC – verursachte eine schwerwiegende Verletzung im rechten Knie; aufgrund dieser Verletzung beendete Scheid seine Karriere vorzeitig im Alter von 30 Jahren.
Nach dem Ende seiner aktiven Laufbahn erwarb Scheid die Trainer-A- und -B-Lizenz. Er trainierte verschiedene Vereine in der Nähe seines Wohnortes, wie die TSG Sprockhövel oder den PSV Ennepe.